# Варандейский терминал
Варандейский терминал — морской отгрузочный терминал. Представляет собой стационарный морской ледостойкий отгрузочный причал (СМЛОП) предназначенный для экспорта морским путём нефти, добываемой нефтяной компанией «Лукойл» и другими нефтяными компаниями в Тимано-Печорской нефтегазоносной провинции.
Введен в эксплуатацию в июне 2008 года. Терминал установлен на глубине 17 метров в Баренцевом море в 22 км от берега в районе поселка Варандей Ненецкого автономного округа. От терминала нефть танкерами-челноками перевозится в порт Мурманск на рейдовый накопитель «Кола» для дальнейшего экспорта. Терминал функционирует круглогодично, для работы в зимний период привлекаются ледокольные суда.

## Комплекс
СМЛОП представляет собой сложнейшую конструкцию высотой более 50 метров общим весом более 11 тыс. тонн, и состоит из двух частей — опорного основания с жилым модулем на 12 человек, технологическими системами и поворотного швартово-грузового устройства со стрелой и вертолетной площадкой. Восьмигранная форма опорного основания рассчитана так, чтобы выдержать максимально высокую ледовую нагрузку. Ко дну моря основание СМЛОПа прикрепляется 24 сваями. СМЛОП соединен с берегом двумя нитками подводного трубопровода.
Кроме самого причала в комплекс Варандейского терминала входят: межпромысловый нефтепровод протяженностью 158 км, береговой резервуарный парк емкостью 325 тыс. куб. м., насосная станция, объекты энергообеспечения, танкерный и вспомогательный флот, состоящий из трех челночных танкеров дедвейтом 70 тыс.тонн, ледокола и буксира (суда предназначены для обеспечения безопасности терминала и танкеров при их маневрировании, проведении швартовых и грузовых операций), и рейдовый перевалочный комплекс вместимостью 260 тыс. тонн, а также вахтовый поселок.
Варандейский терминал зарегистрирован в государственном судовом реестре РФ в морском порту Нарьян-Мара.

## История строительства
В 2000 году в 4 км от посёлка Варандей начал действовать отгрузочный комплекс мощностью 1,5 млн т нефти в год. Терминал был соединён с береговыми нефтяными резервуарами подводным дюкером, принимал танкеры дедвейтом до 20 тыс. т и позволял осуществлять круглогодичную отгрузку нефти из Тимано-Печорской нефтегазоносной провинции и поставлять её на зарубежные рынки. В связи с ростом добычи «Лукойл» принял решение о строительстве нового терминала с пропускной способностью в 12 млн т нефти в год (240 тыс. баррелей в сутки).
К реализации проекта были привлечены более 40 подрядных российских и европейских предприятий. В качестве генерального подрядчика по строительству выступила дочерняя компания «Лукойла» ООО «Лукойл-Калининградморнефть», в структуру которой входил выпускающий металлоконструкции завод (ныне ООО «Кливер»). Сборка СМЛОП в заводских условиях заняла около 15 месяцев: строительные работы в круглосуточном режиме вели 1700 инженеров и рабочих. После завершения строительства в 2007 году была проведена уникальная операция по погрузке опорного основания терминала с жилым блоком на полупогружную платформу и транспортировка СМЛОП в Баренцево море.
Объём инвестиций за весь период строительства составил 1,1 млрд долларов.
Строительство терминала на суше потребовало бы затратного дноуглубления, поэтому терминал был вынесен на 22 км в море. Проложен трубопровод Южно-Хыльчуюское месторождение – терминал Варандей длинною около 160 км.

## Интересные факты
Варандейский стационарный морской ледостойкий отгрузочный причал занесен в Книгу рекордов Гиннесса как самый северный круглогодично действующий нефтяной терминал в мире.